# عقد 920 هـ
عقد 920 هـ هو الفترة بين عام 920 إلى 929 في التقويم الهجري، أي العشر سنوات الثالثة من القرن العاشر الهجري.